# The Color Run

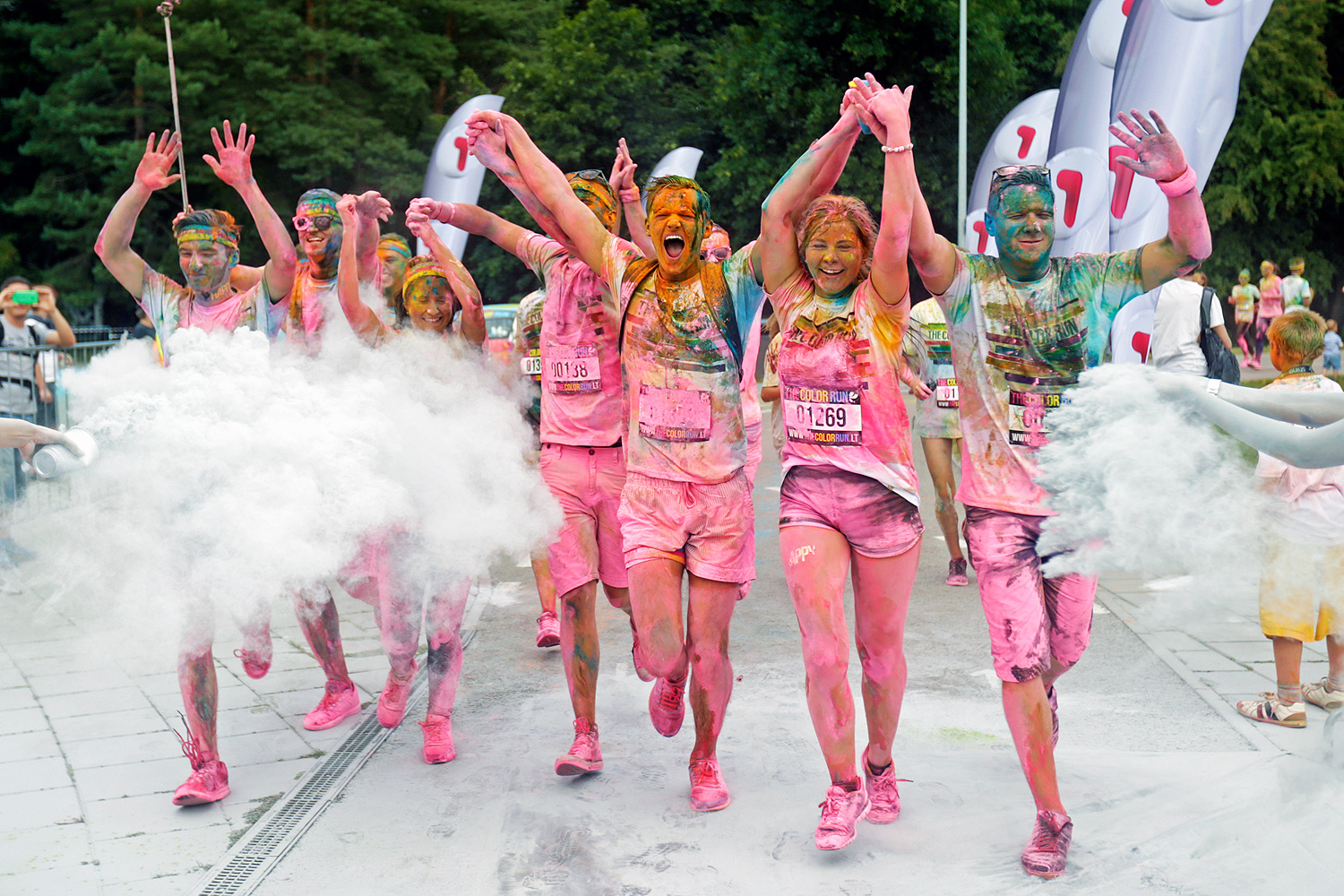
The Color Run v roce 2015

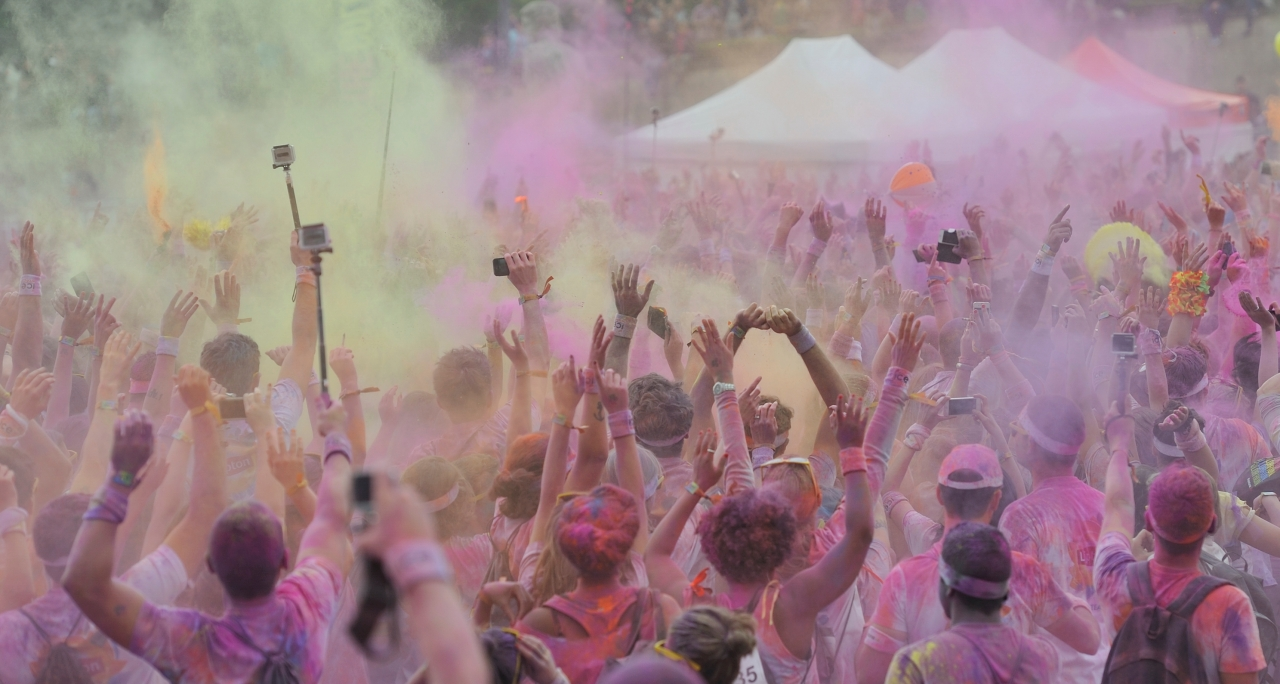
The Color Run v Paříži v roce 2014

The Color Run je pětikilometrový závod odehrávající se v Severní a Jižní Americe, Evropě, Asii, na Novém Zélandu, v Austrálii a Spojených arabských emirátech. Závod nemá vítěze či cenu, avšak běh je známý především díky barevnému prášku, který se vyrábí z kukuřičného škrobu, a kterým jsou běžci v průběhu závodu obarveni.
Závod založil v březnu 2011 Travis Snyder z amerického Utahu. Jeho cílem bylo povzbudit lidi ke sportování, především pak ke běhu. První akce se konala právě v březnu 2011 v Phoenixu a zaznamenala 6000 účastníků.
Samotného běhu se mohou zúčastnit všichni lidé z různých věkových kategorií. Registrační poplatek běžně činí 35 amerických dolarů.